# Хармонизирана система
Хармонизираната система за описание и кодиране на стоките (на английски: Harmonized Commodity Description and Coding System, съкр. Harmonized System, HS), наричана кратко само Хармонизирана система, представлява номенклатура, основно използвана за класификация на стоки за митнически цели. Тя се основава на Конвенцията за Хармонизираната система за описание и кодиране на стоките от 1983 г. Актуалната ѝ версия отчита актуализациите, извършени от страните по Конвенцията в рамките на Световната митническа организация, която е и неин депозитар. В Хармонизираната система се търси максимално обобщаване на всяка стока, която разполага с уникален номер (HS код) и съпътстващо я описание.
Смисълът на Хармонизираната система е улесняването на международната търговия чрез създаването на единен списък за класиране на стоките, който да бъде универсално признат и прилаган от всички държави. За постигане на максимална точност и актуалност, класирането на стоките се ревизира веднъж на всеки пет години, като последната редакция бе осъществена през 2006 г., приложима от 1 януари 2007 г.
Съгласно Хармонизираната система, стоките по света са разделени условно на 21 раздела или на 97 глави, като глава 77 не се използва, за да бъде оползотворена по-късно с възникването на нови, некласирани и неописани стоки. Глави 1 до 24 условно класират селскостопанските стоки, а 25 до 97 – индустриалните.
Според Световната митническа организация, Хармонизираната система служи основно за:
- Митнически тарифи
- Статистически данни за международната търговия
- Правила за произход
- Събиране на национални вземания
- Търговски преговори (напр. по списъците с отстъпки на СТО)
- Транспортни тарифи и статистика
- Наблюдаване на контролирани стоки (напр. отпадъци, наркотични вещества, химически оръжия, разрушаващи озоновия слой субстанции, застрашени от изчезване видове)
- Митнически контрол и режими, включително оценка на риска, информационни технологии и постигане на съответствие.

Съгласно Конвенцията за хармонизираната система, класирането на стоките се извършва на ниво шест цифри. Първите две цифри посочват номера на главата от ХС, първите и вторите две посочват тарифни позиции, а първите шест – тарифните подпозиции. В митническата си тарифа администрацията на САЩ използва 10 знака, Европейският съюз – 10 + допълнителни 4.
Така оформената митническа тарифа в Европейския съюз и България се нарича Комбинирана номенклатура. Европейският съюз разполага с интегрирана система по митническата тарифа, наречена ТАРИК, която включва Комбинираната номенклатура и допълнителни кодове на Общността.

## Хармонизирана система
Раздел I – Живи животни и продукти от животински произход
- Глава 1 – живи животни
- Глава 2 – меса и карантии, годни за консумация
- Глава 3 – риби и ракообразни, мекотели и други водни безгръбначни
- Глава 4 – мляко и млечни продукти; птичи яйца; естествен мед; продукти от животински произход, годни за консумация, неупоменати, нито включени другаде
- Глава 5 – други продукти от животински произход, неупоменати, нито включени другаде

Раздел II – Продукти от растителен произход
- Глава 6 – живи растения и цветарски продукти
- Глава 7 – зеленчуци, растения, корени и грудки, годни за консумация
- Глава 8 – плодове, годни за консумация; цитрусови и пъпешови кори
- Глава 9 – кафе, чай, мате и подправки
- Глава 10 – житни растения
- Глава 11 – мелничарски продукти, малц; скорбяла и нишесте, инулин; пшеничен глутен
- Глава 12 – маслодайни семена и плодове; разни видове семена, семена за посев и плодове; индустриални или медицински растения; слама и фуражи
- Глава 13 – естествени лакове, клейове, смоли и други растителни сокове и екстракти
- Глава 14 – материали за сплитане и други продукти от растителен произход, неупоменати, нито включени другаде

Раздел III – Мазнини и масла от животински или растителен произход; продукти от тяхното разпадане; обработени мазнини за хранителни цели; восъци от животински или растителен произход
- Глава 15 – мазнини и масла от животински или растителен произход; продукти от тяхното разпадане; обработени мазнини за хранителни цели; восъци от животински или растителен произход

Раздел IV – Продукти на хранителната промишленост; безалкохолни и алкохолни напитки и видове оцет; тютюни и обработени заместители на тютюна
- Глава 16 – продукти от месо, риби или ракообразни, мекотели или други водни безгръбначни
- Глава 17 – захар и захарни изделия
- Глава 18 – какао и продукти от какао
- Глава 19 – хранителни продукти, приготвени на базата на житни растения, брашна, скорбяла, нишесте или мляко; тестени сладкарски изделия
- Глава 20 – хранителни продукти от зеленчуци, плодове или други части от растения
- Глава 21 – разни видове хранителни продукти
- Глава 22 – безалкохолни и алкохолни напитки и видове оцет
- Глава 23 – остатъци и отпадъци от хранителната промишленост; приготвени храни за животни
- Глава 24 – тютюн и обработени заместители на тютюна

Раздел V – Минерални продукти
- Глава 25 – сол; сяра; пръст и камъни; гипс, вар и цимент
- Глава 26 – руди, шлаки и пепели
- Глава 27 – минерални горива, минерални масла и продукти от тяхната дестилация; битуминозни материали; минерални восъци

Раздел VI – Продукти на химическата промишленост и други свързани с нея промишлености
- Глава 28 – неорганични химични продукти; неорганични или органични съединения на благородни метали, на радиоактивни елементи, на редкоземни метали или на изотопи
- Глава 29 – органични химични продукти
- Глава 30 – фармацевтични продукти
- Глава 31 – торове
- Глава 32 – дъбилни или багрилни екстракти; танини и техните производни; пигменти и други багрилни вещества; бои и лакове; китове; мастила
- Глава 33 – етерични масла и резиноиди; готови парфюмерийни или тоалетни продукти и козметични препарати
- Глава 34 – сапуни, повърхностно активни органични продукти, препарати за пране, смазочни препарати, изкуствени восъци, восъчни препарати, препарати за лъскане или почистване, свещи и подобни артикули, пасти за моделиране, „зъболекарски восъци“ и състави за зъболекарството на базата на гипс
- Глава 35 – белтъчни вещества; продукти на базата на модифицирани скорбяла или нишесте; лепила; ензими
- Глава 36 – барути и експлозиви; пиротехнически артикули; кибрити; пирофорни сплави; възпламенителни материали
- Глава 37 – фотографски или кинематографски продукти
- Глава 38 – различни видове продукти на химическата промишленост

Раздел VII – Пластмаси и пластмасови изделия; каучук и каучукови изделия
- Глава 39 – пластмаси и пластмасови изделия
- Глава 40 – каучук и каучукови изделия

Раздел VIII – Кожи, кожухарски кожи и изделия от тези материали; сарашки или седларски артикули; пътнически артикули, ръчни чанти и други подобни; изделия от черва
- Глава 41 – кожи (различни от кожухарските)
- Глава 42 – кожени изделия; седларски или сарашки артикули; пътнически артикули, ръчни чанти и други подобни; изделия от черва
- Глава 43 – кожухарски кожи и облекла от тях; изкуствени кожухарски кожи

Раздел IX – Дървен материал и изделия от дървен материал; дървени въглища; корк и изделия от корк; тръстикови и кошничарски изделия
- Глава 44 – дървен материал и изделия от дървен материал; дървени въглища
- Глава 45 – корк и коркови изделия
- Глава 46 – тръстикови или кошничарски изделия

Раздел Х – Дървесна маса или маса от други влакнести целулозни материали; хартия или картон за рециклиране (отпадъци и остатъци); хартия, картон и изделия от тях
- Глава 47 – дървесна маса или маса от други влакнести целулозни материали; хартия или картон за рециклиране (отпадъци и остатъци)
- Глава 48 – хартии и картони; изделия от целулозна маса, от хартия или от картон
- Глава 49 – произведения на издателства, на пресата или на останалата графическа промишленост; ръкописни или машинописни текстове и чертежи

Раздел XI – Текстилни материали и изделия от тях
- Глава 50 – естествена коприна
- Глава 51 – вълна, фини и груби животински косми; прежди и тъкани от конски косми
- Глава 52 – памук
- Глава 53 – други растителни текстилни влакна; хартиена прежда и тъкани от хартиена прежда
- Глава 54 – синтетични или изкуствени нишки
- Глава 55 – щапелни синтетични или изкуствени влакна
- Глава 56 – вати, филцове и нетъкани текстилни материали; специални прежди; канапи, въжета и дебели въжета; артикули на въжарството
- Глава 57 – килими и други подови настилки от текстилни материали
- Глава 58 – специални тъкани; тъфтинг изделия; дантели; гоблени; пасмантерия; бродерии
- Глава 59 – импрегнирани, промазани, покрити или ламинирани тъкани; технически артикули от текстилни материали
- Глава 60 – трикотажни платове
- Глава 61 – облекла и допълнения за облекла, трикотажни или плетени
- Глава 62 – облекла и допълнения за облеклата, различни от трикотажните или плетените
- Глава 63 – други конфекционирани текстилни артикули; асортименти; парцали и употребявани дрехи и текстилни артикули

Раздел XII – Обувки, шапки, чадъри за дъжд и слънце, бастуни, камшици, бичове, и техните части; апретирани пера и артикули от пера; изкуствени цветя; изделия от коси
- Глава 64 – обувки, гети и подобни артикули; части за тях
- Глава 65 – шапки и части за шапки
- Глава 66 – чадъри, сенници, слънчобрани, бастуни, бастуни-столове, камшици, бичове, и техните части
- Глава 67 – апретирани пера и пух и артикули от пера и пух; изкуствени цветя; изделия от човешки коси

Раздел XIII – Изделия от камъни, гипс, цимент, азбест, слюда или аналогични материали; керамични продукти; стъкло и изделия от стъкло
- Глава 68 – изделия от камъни, гипс, цимент, азбест, слюда или аналогични материали
- Глава 69 – керамични продукти
- Глава 70 – стъкло и изделия от стъкло

Раздел XIV – Естествени или култивирани перли, скъпоценни или подобни камъни, благородни метали, плакета или дублета от благородни метали, и изделия от тези материали; бижутерийна имитация; монети
- Глава 71 – естествени или култивирани перли, скъпоценни или подобни камъни, благородни метали, плакета или дублета от благородни метали, и изделия от тези материали; бижутерийна имитация; монети

Раздел XV – Неблагородни метали и изделия от тези метали
- Глава 72 – неблагородни метали и изделия от тези метали
- Глава 73 – изделия от чугун, желязо или стомана
- Глава 74 – мед и изделия от мед
- Глава 75 – никел и изделия от никел
- Глава 76 – алуминий и изделия от алуминий
- Глава 77 – (неизползвана, запазен номер за бъдеща употреба)
- Глава 78 – олово и изделия от олово
- Глава 79 – цинк и изделия от цинк
- Глава 80 – калай и изделия от калай
- Глава 81 – други неблагородни метали; металокерамики; изделия от тези материали
- Глава 82 – инструменти и сечива, ножарски артикули и прибори за хранене от неблагородни метали; части за тези артикули от неблагородни метали
- Глава 83 – различни изделия от неблагородни метали

Раздел XVI – Машини и апарати, електрооборудване и техните части; апарати за записване или възпроизвеждане на звук, апарати за записване или възпроизвеждане на телевизионен образ и звук и части и принадлежности за тези апарати
- Глава 84 – ядрени реактори, котли, машини, апарати и механизми; части за тези машини или апарати
- Глава 85 – електрически машини и апарати, електроматериали и техните части; апарати за записване или възпроизвеждане на звук, апарати за записване или възпроизвеждане на телевизионен образ и звук и части и принадлежности за тези апарати

Раздел XVII – Транспортни съоръжения
- Глава 86 – превозни средства и оборудване за железопътни или подобни линии и техните части; механични сигнализационни устройства (включително електромеханичните) за комуникационни пътища
- Глава 87 – автомобилни превозни средства, трактори, мотоциклети и велосипеди и други сухопътни превозни средства, техните части и принадлежности
- Глава 88 – въздухоплаване и космонавтика
- Глава 89 – морско или речно корабоплаване

Раздел XVIII – Оптични, фотографски или кинематографски, измерителни, контролиращи или прецизиращи инструменти и апарати; медико-хирургически инструменти и апарати; часовникарски изделия; музикални инструменти; части и принадлежности за тези инструменти или апарати
- Глава 90 – оптични, фотографски или кинематографски, измерителни, контролиращи или прецизиращи инструменти и апарати; медикохирургически инструменти и апарати; части и принадлежности за тези инструменти или апарати
- Глава 91 – часовникарски изделия
- Глава 92 – музикални инструменти; части и принадлежности за тези инструменти

Раздел XIX – Оръжия, муниции и техните части и принадлежности
- Глава 93 – оръжия, муниции и техните части и принадлежности

Раздел ХХ – Разни стоки и продукти
- Глава 94 – мебели; медицинска и хирургическа мебелировка; спални артикули и други подобни; осветителни тела, неупоменати, нито включени другаде; рекламни лампи, светлинни надписи, светлинни указателни табели и подобни артикули; сглобяеми конструкции
- Глава 95 – играчки, игри, артикули за забавление или за спорт; техните части и принадлежности
- Глава 96 – разни видове изделия

Раздел XXI – Произведения на изкуството, предмети за колекции или антични предмети
- Глава 97 – произведения на изкуството, предмети за колекции или антични предмети

Новите стоки се класират с решения, взети в рамките на Световната митническа организация и нейния Комитет по хармонизираната система и други комитети.